# سايمون كلارك
سايمون كلارك (بالإنجليزية: Simon Clark)‏‏ (20 أبريل 1958 في دونكاستر - ) كاتب، وروائي، وكاتب خيال علمي من المملكة المتحدة.

## روابط خارجية
- سايمون كلارك على موقع IMDb (الإنجليزية)
- سايمون كلارك على موقع ميوزك برينز (الإنجليزية)